# يوجين والتر (ممثل)
يوجين والتر (بالإنجليزية: Eugene Walter)‏ هو كاتب مسرحي وممثل أمريكي، ولد في 27 نوفمبر 1874 في كليفلاند في الولايات المتحدة، وتوفي في 26 سبتمبر 1941 في هوليوود في الولايات المتحدة بسبب سرطان.

## وصلات خارجية
- يوجين والتر على موقع IMDb (الإنجليزية)
- يوجين والتر على موقع قاعدة بيانات برودواي على الإنترنت (الإنجليزية)
- يوجين والتر على موقع قاعدة بيانات الفيلم (الإنجليزية)